# هيلين هاي ويتني
هيلين هاي ويتني (بالإنجليزية: Helen Hay Whitney)‏ هي نجمة اجتماعية وكاتِبة وكاتبة للأطفال وشاعرة أمريكية، ولدت في 1876 في الولايات المتحدة، وتوفيت في 24 سبتمبر 1944 في نيويورك في الولايات المتحدة.